# Eremalche exilis
Eremalche exilis är en malvaväxtart som först beskrevs av Samuel Frederick Gray, och fick sitt nu gällande namn av Edward Lee Greene. Eremalche exilis ingår i släktet Eremalche och familjen malvaväxter. Inga underarter finns listade i Catalogue of Life.